# 冨貴塚桂香
冨貴塚 桂香（ふきつか けいか、1986年3月25日 - ）は、日本の女優。神奈川県出身。

## テレビ
- 全日本天才キッズ歌謡音楽祭（テレビ朝日）
- 天才てれびくん「ポコ・ア・ポコ」（1995年 - 1996年1月31日） - CHUCHUクラブ

## CM
- ピザーラ
- 日本航空
- DDI東京ポケット電話
- SCE プレイステーション

## 映画
- 連弾 （竹中直人監督作品）
- ホーム・スイートホーム2 日傘の来た道 （2003年）- 正岡明日香 役